# 키 큰 양귀비 증후군
키 큰 양귀비 증후군(영어: tall poppy syndrome)은 영국, 아일랜드, 호주, 뉴질랜드에 쓰는 경멸적인 용어로 단체에서 여느 동배와 달리 좋게 또는 높게 성취한 사람들을 분개하고, 공격하고, 그리고 비난하는 사회현상이다.

## 어원
키 큰 양귀비 증후군의 어원은 아리스토텔레스의 정치학 (5권, 10장) 과 티투스 리비우스의 Ab Urbe Condita (1권)에서 출처하였다. 아리스토탈레스가 말하기를 페리안드로스가 트라시부로스에게 다수의 시민을 능가한 소수의 시민을 막기위한 뜻으로 키가 가장 큰 곡식의 이삭을 자르라고 알렸다.
오늘날의 쓰임새는 뉴사우스웨일스주의 주지사 잭 랭(Jack Lang)이 1931년에 설명한 평등주의적인 정책을 키가 큰 양귀비의 꽃송이를 꺽는다라고 비유하였다. 마거릿 대처가 총리되기 이전에 그녀의 철학을 자기의 양귀비를 크게 자라게 만들어라라고 미국 시민들에게 비유하였다.
스칸디나비아에서는 이와 비슷한 사회현상을 얀테의 법칙(영어: Jante Law)라고 부른다.

## 같이 보기
- 반지성주의
- 크랩 멘탈리티